# دولي غوزان
دولي غوزان هي قرية في مقاطعة بيرانشهر، إيران. يقدر عدد سكانها بـ 18 نسمة بحسب إحصاء 2016.